# GPU-cluster
Een GPU-cluster is een computercluster waarin elke node is uitgerust met een Graphics Processing Unit (GPU). Door gebruik te maken van de rekenkracht van de moderne GPU's via General-Purpose computing on Graphics Processing Units (GPGPU), kunnen er zeer snelle berekeningen worden uitgevoerd met een GPU-cluster.

## Hardware (GPU)
De hardware indeling van GPU-clusters vallen uiteen in twee categorieën: heterogene en homogene.

### Heterogene
Hardware van beide grote IHV's kunnen worden gebruikt (ATI en Nvidia). Zelfs indien er verschillende modellen van dezelfde GPU worden gebruikt, bijvoorbeeld 8800GT gemengd met 8800GTX, wordt deze als heterogene GPU-cluster beschouwd.

### Homogene
Elke individuele GPU is van dezelfde klasse, type, en model (bijvoorbeeld een homogene cluster bestaande uit 100 8800GTS, allemaal met dezelfde hoeveelheid VRAM). Kwalificatie van een GPU-cluster op basis van het bovenstaande semantiek regisseert grotendeels de ontwikkeling van software op de cluster, zo hebben verschillende GPU's verschillende mogelijkheden die benut kunnen worden.

## Software
De softwarecomponenten die nodig zijn om veel GPU-uitgeruste machines als een te laten werken zijn:
- Besturingssysteem
- GPU-stuurprogramma voor elk type GPU aanwezig in elk clusternode.
- Clustering API (zoals de Message Passing Interface, MPI).